# USS Bougainville (CVE-100)
USS Bougainville (CVE-100) là một tàu sân bay hộ tống lớp Casablanca được Hải quân Hoa Kỳ chế tạo trong Chiến tranh Thế giới thứ hai; tên nó được đặt theo đảo Bougainville phía Bắc Papua New Guinea, nơi diễn ra chiến dịch kéo dài từ năm 1943 đến năm 1945. Bougainville đã hoạt động cho đến hết Thế Chiến II, xuất biên chế năm 1946 và bị bán để tháo dỡ năm 1960. Nó được tặng thưởng hai Ngôi sao Chiến trận do thành tích phục vụ trong Thế Chiến II.

## Thiết kế và chế tạo
Bougainville được đặt lườn tại Xưởng tàu Vancouver của hãng Kaiser Company, Inc. ở Vancouver, Washington. Nó được hạ thủy vào ngày 16 tháng 5 năm 1944, được đỡ đầu bởi bà Sally A. Montfort; rồi được hải quân sở hữu và nhập biên chế vào ngày 18 tháng 6 năm 1944 dưới quyền chỉ huy của Hạm trưởng, Đại tá Hải quân C. A. Bond.

## Lịch sử hoạt động
Bougainville khởi hành từ San Diego vào ngày 25 tháng 7 năm 1944 để đi Trân Châu Cảng, nơi nó trình diện để phục vụ cùng Tư lệnh Hải đội Tàu sân bay Vận tải trực thuộc Hạm đội Thái Bình Dương vào ngày 1 tháng 8. Trong suốt thời gian còn lại của năm 1944, nó đảm nhiệm vận chuyển máy bay thay thế đến các quần đảo Marshall, Admiralty và Mariana. Quay trở về San Diego vào ngày 22 tháng 12, con tàu trải qua một giai đoạn đại tu ngắn cho đến ngày 7 tháng 1 năm 1945.
Bougainville trình diện để phục vụ cùng Tư lệnh Hải đội Dịch vụ 8 tại Eniwetok vào ngày 8 tháng 2 năm 1945. Trong sáu tháng tiếp theo, nó hỗ trợ tiếp liệu trong suốt khu vực Tây Thái Bình Dương cho nhiều đội đặc nhiệm khác nhau thuộc các Lực lượng Đặc nhiệm 58 và 38. Nó thường hẹn gặp gỡ các đội đặc nhiệm tàu sân bay nhanh ngoài biển khơi, chuyển giao máy bay và phi công thay thế cùng các đội bay cho các tàu sân bay hạm đội. Trong tháng 2 và tháng 3, nó hỗ trợ tiếp liệu cho Đội đặc nhiệm 60.8 trong các hoạt động tại Iwo Jima; và cho đến tháng 6 đã hỗ trợ các đơn vị thuộc Đệ Tam hạm đội và Đệ Ngũ hạm đội khi họ tiến hành không kích trong cuộc tấn công lên Okinawa. Sau một giai đoạn bảo trì ngắn tại San Diego vào tháng 8, nó quay trở lại Trân Châu Cảng, tiếp tục vận chuyển máy bay từ Trân Châu Cảng đến các khu vực Marshall và Mariana.
Bougainville khởi hành đi Okinawa vào tháng 9, và ở lại đây cho đến khi lên đường vào ngày 6 tháng 10 để vận chuyển máy bay và lực lượng chiếm đóng đến các cảng Trung Quốc. Quay trở về Okinawa vào ngày 19 tháng 10, nó lên đường quay về San Diego ngày ngày hôm sau, nơi nó trải qua một đợt bảo trì ngắn trong ụ tàu cho đến ngày 28 tháng 11. Con tàu thực hiện chuyến vượt Thái Bình Dương cuối cùng đến Trân Châu Cảng và Eniwetok, quay trở về San Diego vào ngày 12 tháng 1 năm 1946, và trình diện cùng Hạm đội 19 để chuẩn bị ngừng hoạt động. Nó rời San Diego vào ngày 19 tháng 1 để đi Port Angeles, Washington, rồi đến Tacoma, Washington, nơi nó được cho xuất biên chế vào ngày 3 tháng 11 năm 1946 và đưa về thành phần dự bị.
Đang khi vẫn nằm trong lực lượng dự bị, con tàu được xếp lại lớp như một tàu sân bay đa dụng với ký hiệu lườn CVU-100 vào ngày 16 tháng 6 năm 1955. Nó được rút khỏi danh sách Đăng bạ Hải quân và bị tháo dỡ vào năm 1960.

## Phần thưởng
Bougainville được tặng thưởng hai Ngôi sao Chiến trận do thành tích phục vụ trong Thế Chiến II.